# Esqui estilo livre nos Jogos Olímpicos de Inverno de 2010 - Moguls masculino
As competições de moguls masculino do esqui estilo livre nos Jogos Olímpicos de Inverno de 2010 foram disputadas na Montanha Cypress, em West Vancouver, em 14 de fevereiro de 2010.

## Medalhistas

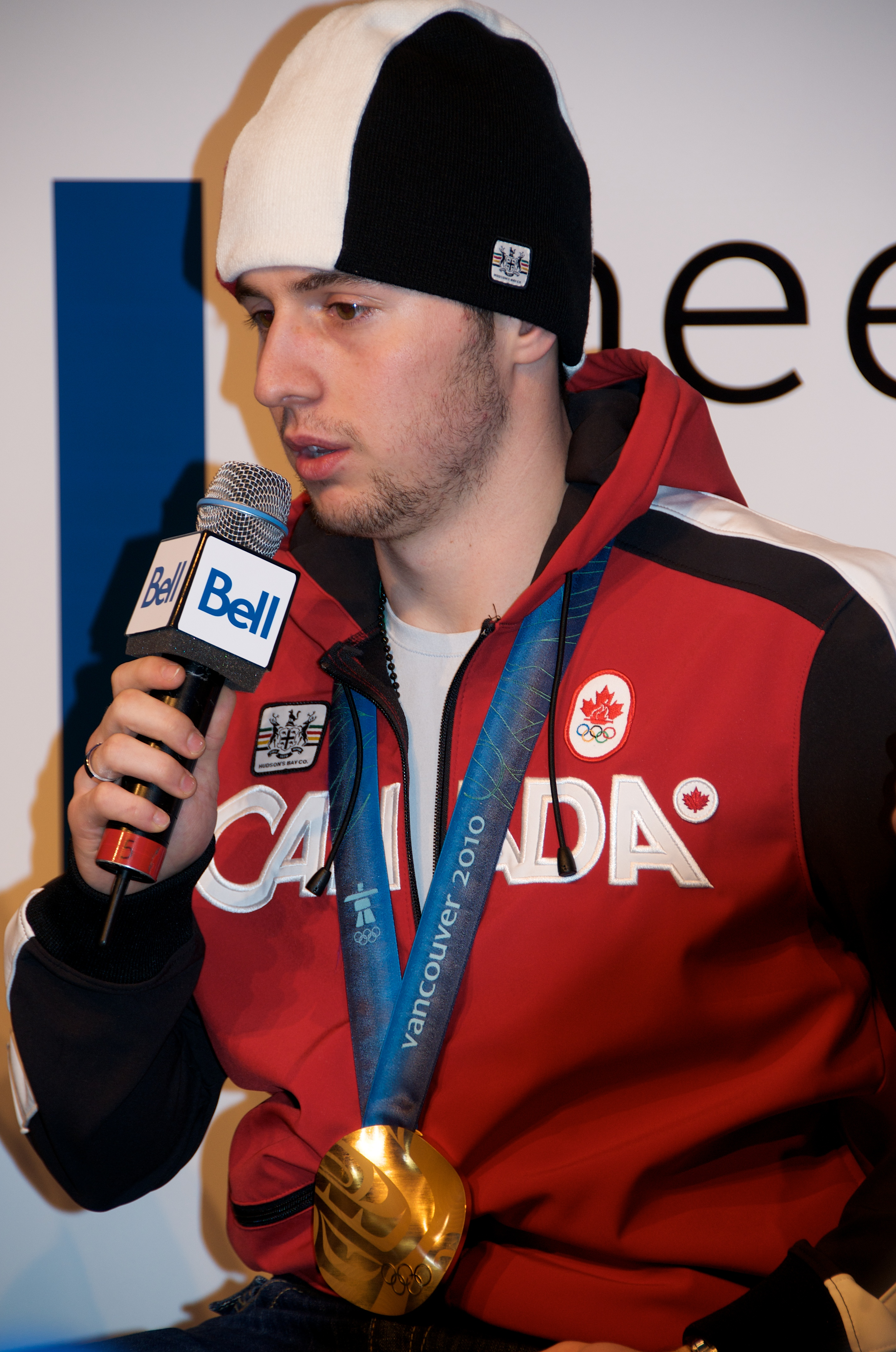
Alexandre Bilodeau, medalhista de ouro.

| Ouro   | CAN Alexandre Bilodeau |
| Prata  | AUS Dale Begg-Smith    |
| Bronze | USA Bryon Wilson       |

## Resultados

### Qualificatória
| Pos. | Nº | Atleta                        | Tempo | Pontuação | Pontuação | Pontuação | Total | Notas |
| Pos. | Nº | Atleta                        | Tempo | Giros     | Aéreo     | Tempo     | Total | Notas |
| ---- | -- | ----------------------------- | ----- | --------- | --------- | --------- | ----- | ----- |
| 1    | 3  | FRA Guilbaut Colas            | 23.35 | 13.7      | 5.11      | 7.12      | 25.93 | Q     |
| 2    | 4  | CAN Alexandre Bilodeau        | 24.22 | 13.5      | 5.26      | 6.72      | 25.48 | Q     |
| 3    | 5  | USA Bryon Wilson              | 24.01 | 13.3      | 4.95      | 6.81      | 25.06 | Q     |
| 4    | 1  | AUS Dale Begg-Smith           | 24.65 | 13.6      | 4.91      | 6.52      | 25.03 | Q     |
| 5    | 2  | SWE Jesper Björnlund          | 25.04 | 13.2      | 5.00      | 6.33      | 24.53 | Q     |
| 6    | 10 | CAN Maxime Gingras            | 24.06 | 12.7      | 4.88      | 6.79      | 24.37 | Q     |
| 7    | 17 | CAN Pierre-Alexandre Rousseau | 24.25 | 12.9      | 4.76      | 6.70      | 24.36 | Q     |
| 8    | 26 | JPN Sho Endo                  | 24.69 | 12.8      | 5.06      | 6.50      | 24.36 | Q     |
| 9    | 7  | KAZ Dmitriy Reiherd           | 24.78 | 12.8      | 5.00      | 6.46      | 24.26 | Q     |
| 10   | 14 | USA Patrick Deneen            | 24.39 | 13.2      | 4.13      | 6.64      | 23.97 | Q     |
| 11   | 20 | JPN Yugo Tsukita              | 25.34 | 13.0      | 4.60      | 6.20      | 23.80 | Q     |
| 12   | 22 | FIN Arttu Kiramo              | 25.00 | 13.0      | 4.43      | 6.35      | 23.78 | Q     |
| 13   | 9  | CAN Vincent Marquis           | 24.28 | 12.5      | 4.52      | 6.69      | 23.71 | Q     |
| 14   | 8  | RUS Alexandr Smyshlyaev       | 25.43 | 12.8      | 4.70      | 6.15      | 23.65 | Q     |
| 15   | 11 | JPN Nobuyuki Nishi            | 25.74 | 12.9      | 4.61      | 6.01      | 23.52 | Q     |
| 16   | 21 | USA Nathan Roberts            | 24.23 | 12.4      | 4.11      | 6.71      | 23.22 | Q     |
| 17   | 23 | FRA Pierre Ochs               | 23.85 | 11.9      | 4.40      | 6.89      | 23.19 | Q     |
| 18   | 12 | RUS Denis Dolgodvorov         | 25.38 | 12.1      | 4.81      | 6.18      | 23.09 | Q     |
| 19   | 6  | USA Michael Morse             | 26.06 | 12.8      | 4.42      | 5.86      | 23.08 | Q     |
| 20   | 31 | FIN Mikko Ronkainen           | 24.95 | 12.6      | 4.02      | 6.38      | 23.00 | Q     |
| 21   | 27 | FIN Tapio Luusua              | 25.57 | 13.0      | 3.74      | 6.09      | 22.83 |       |
| 22   | 28 | FRA Arnaud Burille            | 24.50 | 11.8      | 4.19      | 6.59      | 22.58 |       |
| 23   | 19 | SWE Per Spett                 | 27.27 | 12.4      | 4.40      | 5.30      | 22.10 |       |
| 24   | 16 | JPN Kai Ozaki                 | 23.34 | 11.0      | 3.94      | 7.13      | 22.07 |       |
| 25   | 25 | RUS Andrey Volkov             | 25.28 | 11.4      | 4.33      | 6.22      | 21,95 |       |
| 26   | 32 | CZE Lukáš Vaculík             | 25.73 | 12.0      | 3.77      | 6.01      | 21.78 |       |
| 27   | 29 | AUS Ramone Cooper             | 26.78 | 11.4      | 4.19      | 5.52      | 21.11 |       |
| 28   | 30 | RUS Sergey Volkov             | 29.25 | 5.6       | 2.25      | 4.37      | 12.22 |       |
| 29   | 33 | KAZ Dmitriy Barmashov         | 28.45 | 4.1       | 2.71      | 4.75      | 11.56 |       |
| 30   | 15 | FRA Anthony Benna             | NM    |           |           |           |       |       |

### Final
| Pos.              | Nº | Atleta                        | Tempo | Pontuação | Pontuação | Pontuação | Total | Notas |
| Pos.              | Nº | Atleta                        | Tempo | Giros     | Aéreo     | Tempo     | Total | Notas |
| ----------------- | -- | ----------------------------- | ----- | --------- | --------- | --------- | ----- | ----- |
| Medalha de ouro   | 4  | CAN Alexandre Bilodeau        | 23.17 | 14.1      | 5.44      | 7.21      | 26.75 |       |
| Medalha de prata  | 1  | AUS Dale Begg-Smith           | 23.72 | 14.2      | 5.43      | 6.95      | 26.58 |       |
| Medalha de bronze | 5  | USA Bryon Wilson              | 24.00 | 13.8      | 5.46      | 6.82      | 26.08 |       |
| 4                 | 9  | CAN Vincent Marquis           | 23.10 | 13.6      | 5.04      | 7.24      | 25.88 |       |
| 5                 | 17 | CAN Pierre-Alexandre Rousseau | 25.83 | 13.9      | 5.05      | 6.88      | 25.83 |       |
| 6                 | 3  | FRA Guilbaut Colas            | 22.90 | 13.9      | 4.51      | 7.33      | 25.74 |       |
| 7                 | 26 | JPN Sho Endo                  | 23.52 | 13.1      | 5.24      | 7.04      | 25.38 |       |
| 8                 | 2  | SWE Jesper Björnlund          | 24.33 | 13.5      | 4.95      | 6.67      | 25.12 |       |
| 9                 | 11 | JPN Nobuyuki Nishi            | 23.92 | 13.4      | 4.85      | 6.86      | 25.11 |       |
| 10                | 8  | RUS Alexandr Smyshlyaev       | 23.75 | 13.2      | 4.24      | 6.94      | 24.38 |       |
| 11                | 10 | CAN Maxime Gingras            | 23.40 | 12.0      | 5.03      | 7.10      | 24.13 |       |
| 12                | 23 | FRA Pierre Ochs               | 24.96 | 12.9      | 4.35      | 6.37      | 23.62 |       |
| 13                | 12 | RUS Denis Dolgodvorov         | 25.53 | 12.5      | 4.98      | 6.11      | 23.59 |       |
| 14                | 31 | FIN Mikko Ronkainen           | 24.59 | 12.8      | 4.16      | 6.54      | 23.50 |       |
| 15                | 6  | USA Michael Morse             | 24.45 | 12.3      | 4.47      | 6.61      | 23.38 |       |
| 16                | 22 | FIN Arttu Kiramo              | 23.92 | 11.8      | 4.10      | 6.86      | 22.76 |       |
| 17                | 20 | JPN Yugo Tsukita              | 24.98 | 12.0      | 4.38      | 6.36      | 22.74 |       |
| 18                | 7  | KAZ Dmitriy Reiherd           | 25.28 | 10.3      | 2.71      | 6.22      | 19.23 |       |
| 19                | 14 | USA Patrick Deneen            | NM    |           |           |           |       |       |
| 19                | 21 | USA Nate Roberts              | NM    |           |           |           |       |       |

Legenda
| Recorde mundial      | Recorde mundial (World record)               |                       | Recorde africano                      | Recorde africano (African) |                                           | Q | Classificado por posição (Qualified) |
| Recorde olímpico     | Recorde olímpico (Olympic record)            | Recorde da América    | Recorde da América (Americas)         | q                          | Classificado por melhor tempo (Qualified) |   |                                      |
| Melhor marca do ano  | Melhor marca do ano (World leading)          | Recorde asiático      | Recorde asiático (Asian)              | DNS                        | Não largou (Did not start)                |   |                                      |
| Recorde nacional     | Recorde nacional (National record)           | Recorde europeu       | Recorde europeu (European)            | DNF                        | Não terminou (Did not finish)             |   |                                      |
| Recorde pessoal      | Recorde pessoal do atleta (Personal best)    | Recorde da Oceania    | Recorde da Oceania (Oceania)          | DSQ / DQ                   | Desclassificado (Disqualified)            |   |                                      |
| Recorde da temporada | Recorde da temporada do atleta (Season best) | Recorde sul-americano | Recorde sul-americano (South America) | NM                         | Sem marca (No mark)                       |   |                                      |